# Anthophora fedorica
Anthophora fedorica là một loài Hymenoptera trong họ Apidae. Loài này được Cockerell mô tả khoa học năm 1906.